# Netsplit
Netsplit es un término que se utiliza para describir la desconexión de un determinado nodo en la Red de computadoras de IRC.
Considere la gráfica siguiente, la cual representa una Red de computadoras

Una red funcionando normalmente.

Una red en la que ha ocurrido un netsplit.

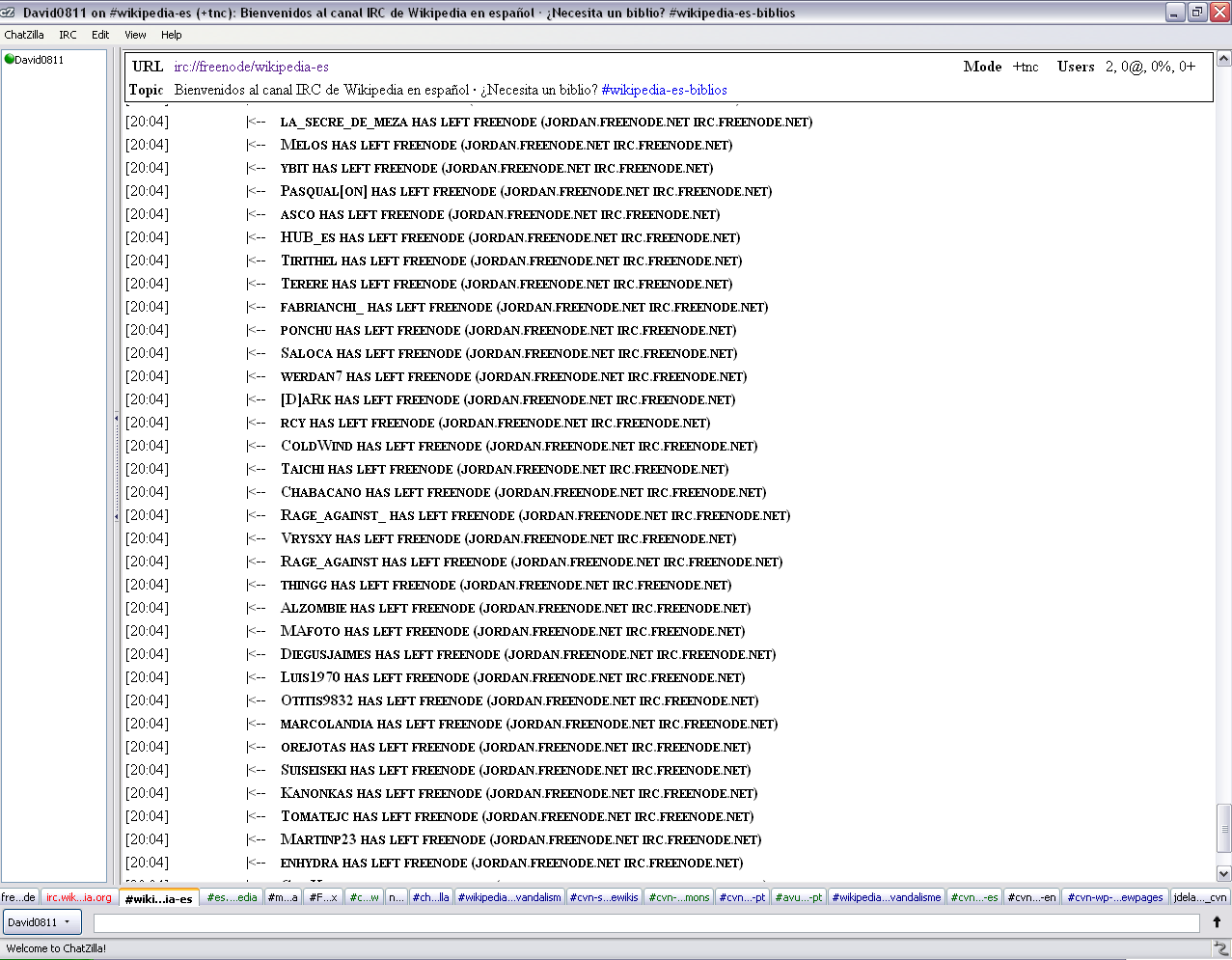
Captura de pantalla de un netsplit en el canal [irc://irc.freenode.net/wikipedia-es #wikipedia-es].

Cada línea representa una conexión entre los dos nodos, cada nodo representa ya sea un servidor o un usuario en la red. Por lo tanto, el servidor C está directamente conectado a A, el cual a su vez está conectado a B y D.
Si existe algún problema en la conexión entre C y A, la conexión se finalizará. Esto puede suceder ya sea por un socket (dispositivo al cual el servidor está conectado) produciendo un error, o por lag excesivo por el cual el servidor A se anticipa al caso (llamado generalmente timeout).
Cuando se separa la conexión entre A y C, los usuarios que estaba conectados a los demás servidores no podrán ver la red y aparecerán mensajes de desconexión de los mismos. Por ejemplo, si la usuaria María está conectada al servidor A, y el usuario José está conectado al servidor B, y el usuario Antonio está conectado a C, y C se desconecta de A, a Antonio le aparecerá un mensaje de que María y José se desconectaron, y a María y José les aparecerá un mensaje de que Antonio se ha desconectado. Esto sucede porque los servidores a los que están conectados han sido informados de que el estado de la red ha cambiado y actualizan su información local de acuerdo a los cambios.
Más tarde, el servidor C se reconecta al servidor en la red y aparecen mensajes de unión de aquellos que previamente se habían desconectado; el proceso para actualizar esta información en los servidores de le denomina netburst (o sync).
En ocasiones algunos usuarios se aprovecharán de los netsplits para tener acceso a canales con contraseña o intentar obtener op, a ello se le llama takeover.
- Datos: Q940214
- Multimedia: Netsplit / Q940214